# Грабен

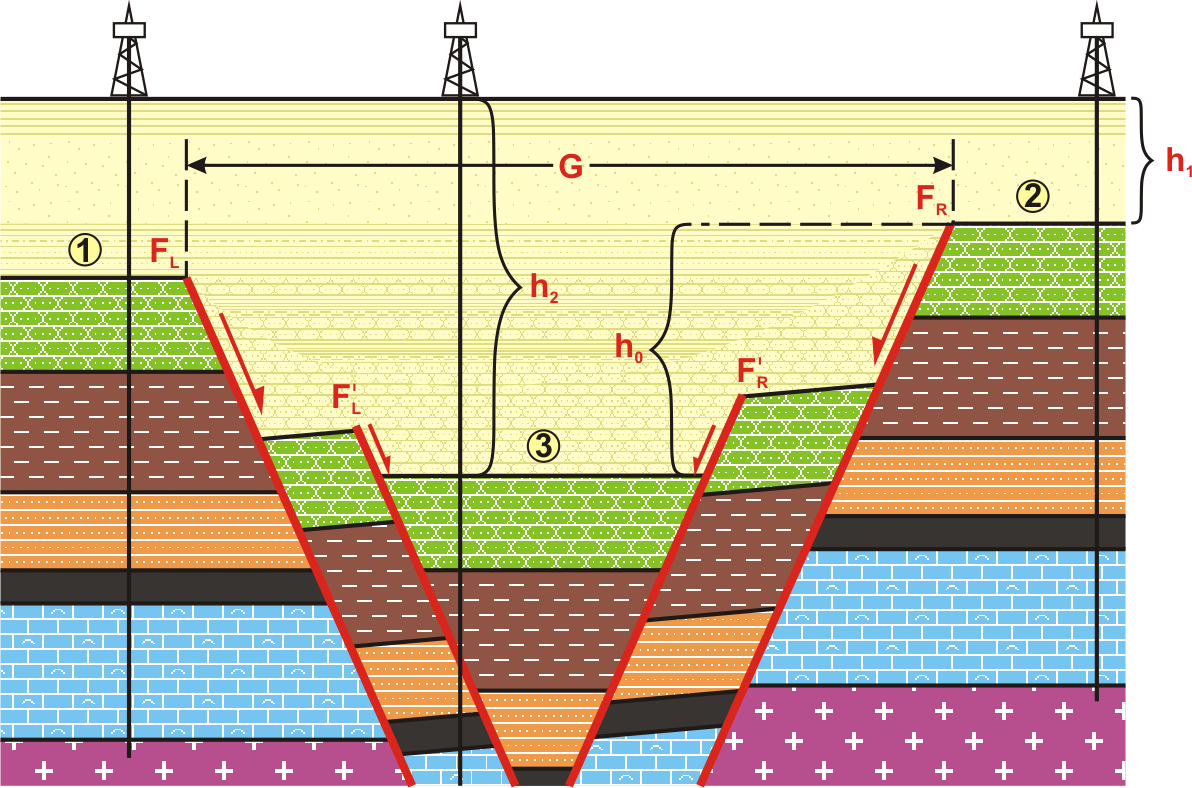
Похований складний грабен

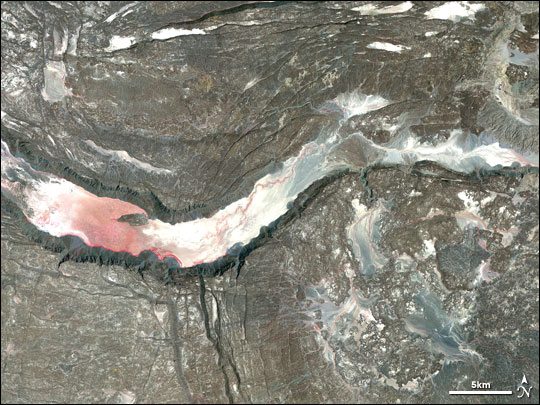
Інфрачервоне фото ґрабену в Афарській улоговині

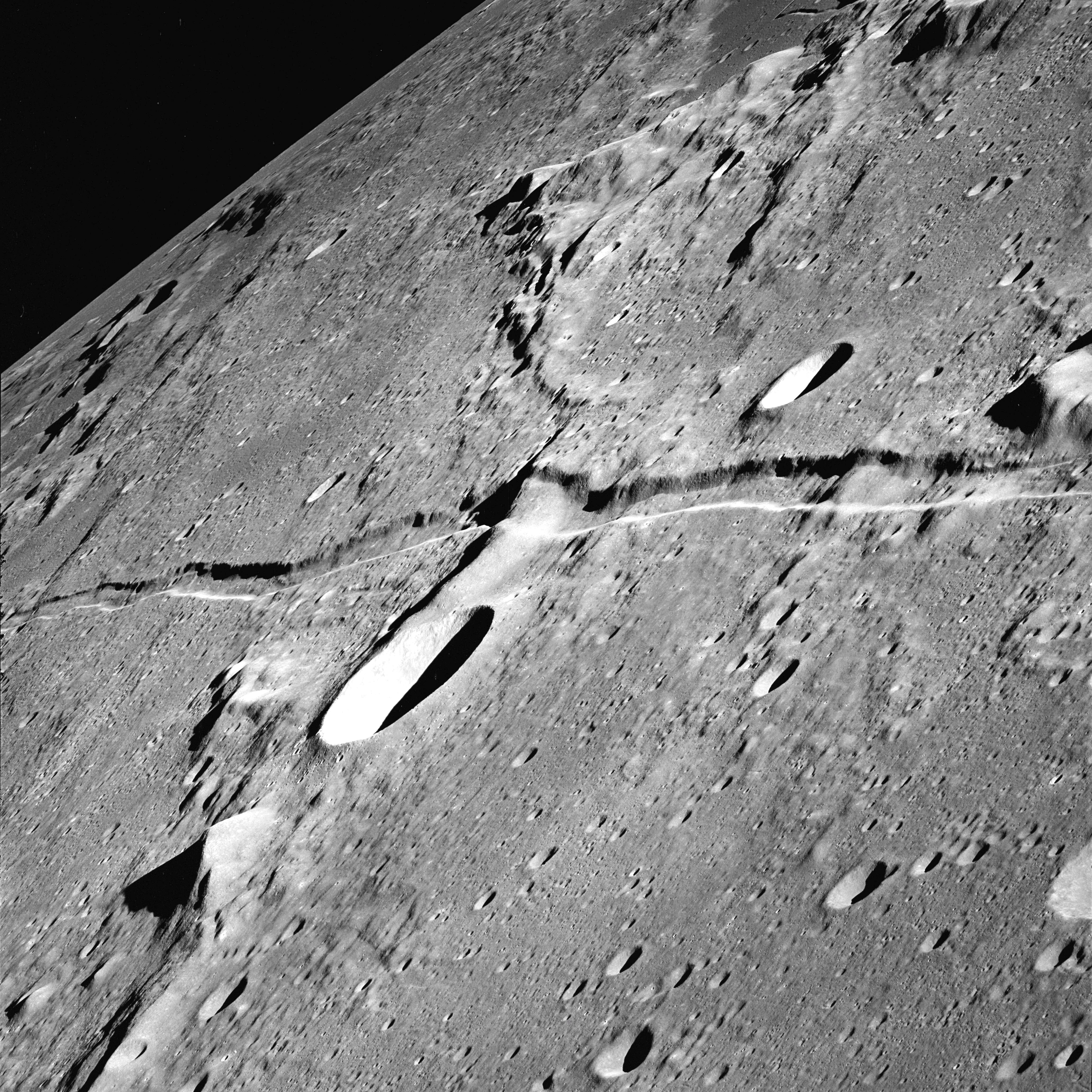
Rima Ariadaeus на Місяці

Ґрабен (від нім. Graben — рів) — тектонічна форма порушення залягання гірських порід. Великі системи грабенів часто називають рифтовими зонами.

## Етимологія
«Грабен» — це слово з німецької мови, що означає «рів» або «траншея». Слово вперше використав у геологічному контексті австрійський геолог Едуард Зюсс 1883 року.

## Ознаки
Є переважно видовженою ділянкою земної кори, яка опустилася по лініях скидів нижче від навколишніх ділянок. За будовою грабени розділяють на:
- прості (триблочні)
- складні (багатоблочні)
- симетричні
- несиметричні

за просторово-структурними ознаками:
- поздовжні (витягнуті вздовж простягання вміщуючих структур)
- поперечні (довга вісь яких перпендикулярна до осі вміщуючої структури
- клиноподібні (розширюються донизу)

## Походження
Головна причина утворення грабену — виникнення розтягуючих сил на склепіннях піднять при їх формуванні. Часто утворюють системи сполучених між собою грабенів. За певних обставин грабени є початковою фазою розвитку рифту.
Досягають в довжину декількох сотень кілометрів при ширині в десятки кілометрів. Відомі грабени:
- грабен Вікінг в Північному морі
- Верхньорейнський грабен та Нижньорейнський грабен
- Байкальський грабен
- Устечківський грабен

## В Україні
На території України грабени найбільше представлені в Дніпровсько-Донецька западині